# Д’Устрак, Стефани
Стефани д’Устрак (фр. Stéphanie d’Oustrac, 1974, Ренн) — французская оперная певица (меццо-сопрано).

## Биография
В детстве Стефани пела в детском хоре Maîtrise de Bretagne, которым руководил дирижёр Жан-Мишель Ноэль. Была принята (вместе с Яном Тирсеном) в реннскую Консерваторию драматического искусства, вначале её привлекала карьера театральной актрисы. Решение стать певицей Стефани приняла, услышав, как поёт Тереза Берганца и увидев фильм «Йентл», который срежиссировала и в котором исполнила главную роль Барбра Стрейзанд. Фильм Стрейзанд показал Стефани, что пение и актёрская игра могут быть тесно связаны.
Стефани получила степень бакалавра в средней школе Сен-Венсан в Ренне. Уехала в Лион и поступила в Национальную консерваторию музыки и танцев, которую окончила в 1998 году. В этом же году она получила первую премию по вокалу за исполнение «Ариодант» Генделя, арию Розины из «Севильского цирюльника» Россини, La Dame de Monte-Carlo Пуленка и пьесы современного композитора Жильбера Ами.
Ещё в пору обучения в консерватории д’Устрак получила приглашение Уильяма Кристи в школу молодых певцов — Académie baroque d’Ambronay. После прослушивания Кристи предложил д’Устрак исполнить партию Медеи в «Тезее» Люлли. По словам певицы, встреча с Кристи была «одной из самых прекрасных» в её карьере. С 1998 по 2002 год д`Устрак исполнила множество ролей второго плана, которые позволили ей совершенствовать свою певческую технику.
В дальнейшем д’Устрак специализировалась на исполнении барочной оперы, выступала и записывалась с оркестрами и ансамблями под управлением Джона Элиота Гардинера, Кристофера Хогвуда, Чон Мён Хуна, Марка Минковского, Казедезюса, Адама Фишера, Жерара Лена, Жана-Клода Мальгуара, Эммануэль Аим, Фабио Бьонди, Эрве Нике, Элоизы Гайяр и других.
В 2008 году д’Устрак исполнила главную партию в опере Люлли «Армида» в постановке Робера Карсена, музыкальным руководителем которой выступил Уильям Кристи. В заглавной роли Армиды певица выступила как настоящая трагическая актриса. Впоследствии Кристи пригласил Стефани исполнить партию Кибелы в опере Люлли «Атис» в Версале, возобновление постановки 1980-х годов Виллежье. «Атис» Кристи стала поворотным моментом для французской музыкальной сцены, пробудив в современных зрителях интерес к барочной музыке.
Д’Устрак не ограничивается исполнением барочной оперы, в её репертуаре также музыка XIX века, в том числе произведения Гектора Берлиоза, оперетты Оффенбаха, произведения композиторов XX века.
Стефани д’Устрак — правнучатая племянница двух композиторов — Жака де Лапреля и Франсиса Пуленка. По словам самой певицы, родство с великими людьми для неё не повод особой гордости, однако она считает, что может почтить их память исполнением их произведений.

## Репертуар
В репертуаре певицы — оперы Кавалли («Дидона»), Луиджи Росси («Орфей»), Люлли («Атис», «Армида», «Тезей», «Психея»), Рамо («Паладины»), Шарпантье («Медея»), Гайдна («Ариадна на Наксосе»), Моцарта («Идоменей», «Милосердие Тита», «Дон Жуан»), Россини («Граф Ори»), Берлиоза («Троянцы»), Бизе («Кармен»), оперетты Оффенбаха («Перикола», «Прекрасная Елена»), а также сочинения Монтеверди, Алессандро Скарлатти, Барбары Строцци, Глюка, Хассе, Порпоры, Шумана, Форе, Кантелуба, Дебюсси, Равеля, Шёнберга, Бриттена, Пуленка, Лили Буланже. Исполняет как женские, так и мужские партии (травести).

## Признание
Премия Виктуар де ля мюзик в номинации Певец — открытие года (2002) и другие награды.